# Spratelloides
Spratelloides – rodzaj ryb promieniopłetwych z rodziny Spratelloididae.

## Rozmieszczenie geograficzne
Do rodzaju należą gatunki występujące w wodach Oceanu Indyjskiego i Spokojnego oraz w Morzu Czerwonym. 

## Morfologia
Długość ciała do 12 cm; brak szczegółowych danych dotyczących masy ciała.

## Systematyka
Rodzaj nazwał w 1851 roku holenderski ichtiolog Pieter Bleeker w artykule zatytułowanym „Nowy wkład w wiedzę o ichtiologicznej faunie Celebes”, opublikowanym w czasopiśmie Natuurkundig Tijdschrift voor Nederlandsch Indië. Gatunkiem typowym jest (oznaczenie monotypowe) S. gracilis.

### Etymologia
Spratelloides: rodzaj Spratella Valenciennes, 1847; gr. -οιδης -oidēs ‘przypominający’.

### Podział systematyczny
Do rodzaju należą następujące gatunki:
- Spratelloides atrofasciatus Schultz, 1943
- Spratelloides delicatulus (Bennett, 1832) – szprocik filipiński[5]
- Spratelloides gracilis (Temminck & Schlegel, 1846)
- Spratelloides lewisi Wongratana, 1983
- Spratelloides robustus Ogilby, 1897